# Sukhvinder Singh Sukhu

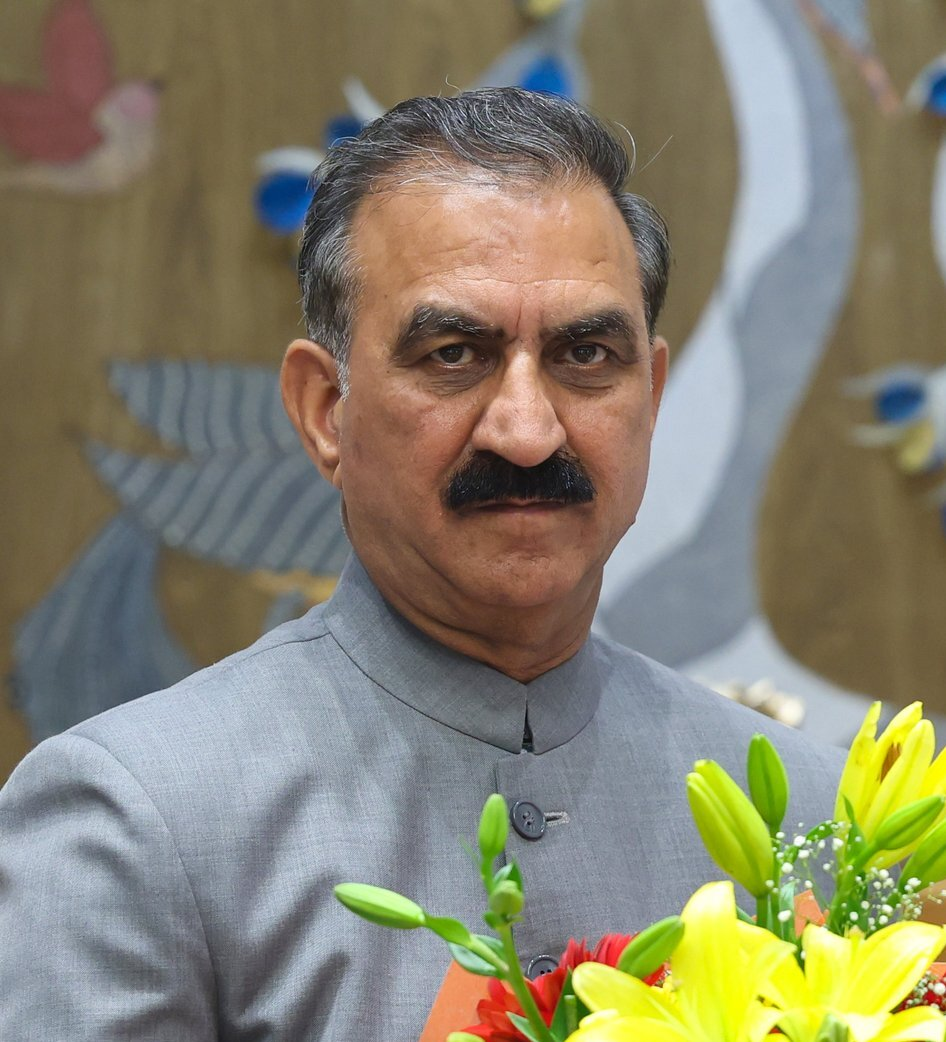
Sukhvinder Singh Sukhu (ca. 2022)

Sukhvinder Singh Sukhu (Hindi सुखविंदर सिंह सुक्खू Sukhvindar Siṃh Sukkhū; * 27. März 1964 in Nadaun, Distrikt Hamirpur, Himachal Pradesh, Indien) ist ein indischer Politiker. Seit dem 11. Dezember 2022 ist er Chief Minister des indischen Bundesstaats Himachal Pradesh.

## Biografie
Sukhu wurde im Dorf Nadaun im Westen Himachal Pradeshs in eine Rajputen-Familie geboren. Er war eines von vier Kindern und entstammte einfachen Verhältnissen. Sein Vater arbeitete als Lieferwagenfahrer. Sukhu besuchte das Government degree college in Sanjauli, einem Stadtteil von Shimla. Danach studierte er Rechtswissenschaften an der Himachal Pradesh University in Shimla und erwarb die akademischen Grade eines Bachelor of Laws (LL. B.) und Master of Arts (M. A.). Er schloss sich der Kongresspartei an und stieg in deren Reihen auf. Von 1989 bis 1995 war er der gewählte Präsident der National Students’ Union of India (NSUI) sowie von 1995 bis 1998 Generalsekretär und von 1998 bis 2008 Präsident des State Youth Congresses, der Studentenvereinigung bzw. der Jugendorganisation der Kongresspartei in Himachal Pradesh. Von 2008 bis 2012 war er Generalsekretär und vom 8. Januar 2013 bis Januar 2019 Präsident des Himachal Pradesh Congress Committees, des Parteivorstands der Kongresspartei im Bundesstaat.
Er amtierte von 1993 bis 1998 und von 1998 bis 2003 als Stadtrat (councillor) der Municipial Corporation Shimla. Bei den Parlamentswahlen 2003, 2007 und 2017 in Himachal Pradesh wurde er im Wahlkreis 24-Nadaun in das Bundesstaatsparlament gewählt. Bei der Wahl 2012 unterlag er dem Gegenkandidaten der BJP. Als Abgeordneter war er von 2007 bis 2012 Chief Whip (parlamentarischer Geschäftsführer) der Kongressparteifraktion und Mitglied in verschiedenen Parlamentsausschüssen (für Wirtschaftsfragen, öffentliche Unternehmen etc.).
Nachdem die Kongresspartei die Parlamentswahl in Himachal Pradesh am 12. November 2022 gewonnen hatte, bei der Sukha erneut in seinem Wahlkreis erfolgreich war, wurde er am 11. Dezember 2022 als neuer Chief Minister einer Kongresspartei-geführten Regierung vereidigt. Als seine innerparteiliche Rivalin für diesen Posten hatte Pratibha Singh, die Witwe des früheren sechsmaligen Chief Ministers von Himachal Pradesh Virbhadra Singh, gegolten. Es wurde spekuliert, dass Pratibha Singh unter anderem deswegen nicht ausgewählt wurde, weil sie auch gewählte Lok-Sabha-Abgeordnete im Wahlkreis 2-Mandi war. Falls sie Chief Ministerin geworden wäre, hätte eine Nachwahl in diesem Wahlkreis stattfinden müssen, die die Kongresspartei möglicherweise verloren hätte. Pratibha Singh hatte den Wahlkreis bei einer Nachwahl 2021 nur mit relativ knapper Mehrheit und zum Teil gestützt durch einen Sympathiebonus für ihren kurz zuvor verstorbenen Mann gewonnen.
Als politische Charakteristika und Qualitäten Sukhas wurden seine konsequente Arbeit als „Parteisoldat“ und seine guten Verbindungen zur Gandhi-Familie genannt. Letztere hätten dafür gesorgt, dass er trotz des 2012 verlorenen Wahlkreismandats zum lokalen Parteipräsidenten gewählt worden war. Nach dem Tod Virbhadra Singhs im Jahr 2019 war dessen Witwe zwar zur Kongresspartei-Präsidentin ernannt worden, aber Sukha wurde Vorsitzender des Wahlvorstands der Kongresspartei vor den Wahlen 2022, was ihm erlaubte, etliche seiner Anhänger auf aussichtsreiche Kandidatenposten zu platzieren. Nach der gewonnenen Wahl sprach sich dann auch die Mehrheit der Kongresspartei-Parlamentarier für ihn als künftigen Chief Minister aus. Auch die Tatsache, dass er einer Rajputen-Familie entstammte, wurde als politischer Pluspunkt für ihn angeführt. Bis auf Shanta Kumar, einen Brahmanen, kamen alle bisherigen Chief Minister Himachal Pradeshs aus dieser Gemeinschaft. Um die Anhänger Pratibha Singhs zufriedenzustellen, wurde Mukesh Agnihotri, ein enger Vertrauter Pratibha Singhs, zum stellvertretenden Chief Minister ernannt.

## Persönliches
Sukhvinder Singh Sukhu ist mit Kamlesh Thakur verheiratet und hat mit ihr zwei Töchter. Neben seiner Muttersprache Hindi spricht er auch Englisch.